# Ossistibiomicrolite
L'ossistibiomicrolite è un minerale del gruppo della microlite precedentemente conosciuto come stibiomicrolite ma rinominato dall'International Mineralogical Association nell'ambito della revisione della nomenclatura del supergruppo del pirocloro.